# Afrobeata magnifica
Afrobeata magnifica là một loài nhện trong họ Salticidae.
Loài này thuộc chi Afrobeata. Afrobeata magnifica được Wanda Wesołowska & Anthony Russell-Smith miêu tả năm 2000.